# Sandro Oliveri
Sandro Oliveri (Agrigento, 8 giugno 1959) è un politico italiano.

## Biografia

### Attività politica
Alle elezioni politiche del 2006 è candidato al Senato della Repubblica, in regione Sicilia, nelle liste del movimento "Patto Cristiano Esteso" (in seconda posizione in lista), ma non viene eletto poiché tale lista non supera la soglia di sbarramento regionale del 3% (fermandosi solamente allo 0.38% dei consensi).
Alle elezioni politiche del 2008 è candidato alla Camera dei Deputati, nelle liste del Movimento per le Autonomie nella circoscrizione Sicilia 1, risultando il terzo dei non eletti.
Diviene deputato il 14 luglio 2011, subentrando al defunto Ferdinando Latteri.
Alle elezioni politiche del 2013 viene ricandidato al Senato della Repubblica, in regione Sicilia, nella lista "MpA-Partito dei Siciliani" (in sesta posizione in lista), tuttavia non viene eletto poiché tale lista si ferma al 2.16% dei consensi (e dunque non supera la soglia regionale del 3% per poter eleggere senatori).
È il primo Parlamentare della Repubblica Italiana di fede Cristiana Evangelica Pentecostale.